# Zöldkontyos tézia
A zöldkontyos tézia (Tesia cyaniventer) a verébalakúak (Passeriformes) rendjébe, ezen belül a Cettiidae családba és a Tesia nembe tartozó faj. 9-10 centiméter hosszú. Banglades, Bhután, India, Kambodzsa, Kína, Laosz, Mianmar, Nepál, Thaiföld és Vietnám nedves erdőiben él. Kis gerinctelenekkel táplálkozik. Májustól júliusig költ.

## Fordítás
- Ez a szócikk részben vagy egészben  a   Grey-bellied tesia című angol Wikipédia-szócikk fordításán alapul.  Az eredeti cikk szerkesztőit annak laptörténete sorolja fel. Ez a jelzés csupán a megfogalmazás eredetét és a szerzői jogokat jelzi, nem szolgál a cikkben szereplő információk forrásmegjelöléseként.